# Prolaupala
Prolaupala is een geslacht van rechtvleugeligen uit de familie krekels (Gryllidae). De wetenschappelijke naam van dit geslacht is voor het eerst geldig gepubliceerd in 1994 door Otte.

## Soorten
Het geslacht Prolaupala omvat de volgende soorten:
- Prolaupala kaalensis Otte, 1994
- Prolaupala kukui Otte, 1994
- Prolaupala perkinsi Otte, 1994